# クロウフィッシュ・フィエスタ
| 専門評論家によるレビュー              | 専門評論家によるレビュー |
| レビュー・スコア                      | レビュー・スコア         |
| 出典                                  | 評価                     |
| ------------------------------------- | ------------------------ |
| ロバート・クリストガウ                | A                        |
| The Penguin Guide to Blues Recordings | [ 2 ]                    |

クロウフィッシュ・フィエスタ (Crawfish Fiesta)は、プロフェッサー・ロングヘアのキャリア復活期の1979年にレコーディングされたアルバム。彼は翌1980年1月に亡くなっており、同年アリゲーター・レコードよりリリースとなった。ドクター・ジョンがバンドのギタリストを務め、ドラムスにはジョニー・ヴィダコヴィッチ、トニー・ダグラディとアンディ・キャスロウがサックス、そして長年ロングヘアのコンガ・プレイヤーを務めたアルフレッド“ユガンダ”ロバーツが参加した。レコーディングはニューオーリンズのシーセイント・スタジオで行われ、キャスロウと彼の妻アリソン、そしてブルース・イグロアがプロデューサーを務めた。本作は1980年の第1回W.C.ハンディ・アウォードにおいて、コンテンポラリー・ブルース・アルバム賞を受賞した。またニューヨーク・タイムズのアルバム年間トップ10の1枚に選出されている。
2012年10月16日、アリゲーター・レコードは本作にボーナス・トラックを1曲加えた形でアナログ・レコードでリリースした。追加されたのはレコーディングの際のリハーサルでレコーディングされたパーシー・メイフィールドのザ・リヴァーズ・インヴィテーションのカバーで、初出のものだった。

## 収録曲
特段記載がない限り、作曲はロイ・バード(Roy Byrd)による。
1. ビッグ・チーフ "Big Chief" (Earl King; Ulis Gaines, Wardell Quezergue) – 3:13
2. ハー・マインド・イズ・ゴーン "Her Mind is Gone"  – 4:23
3. サムシング・オン・ユア・マインド "Something on Your Mind" (Big Jay McNeely)  – 4:10
4. ユーアー・ドライヴィング・ミー・クレイジー "You're Driving Me Crazy"  – 2:34
5. レッド・ビーンズ "Red Beans" (McKinley Morganfield) – 4:09
6. ウィリー・フューガルズ・ブルース "Willie Fugal's Blues"  – 2:03
7. イッツ・マイ・フォールト・ダーリン "It's My Fault Darling" (Miles Grayson, Lermon Horton)  – 4:54
8. イン・ザ・ウィー・ウィー・アワーズ "In the Wee Wee Hours"  – 3:23
9. クライ・トゥ・ミー "Cry to Me" (Bert Russell) – 3:35
10. ボールド・ヘッド "Bald Head"  – 2:58
11. ホール・ロッタ・ラヴィング "Whole Lotta Lovin'" (Dave Bartholomew, Fats Domino) – 3:46
12. クロウフィッシュ・フィエスタ "Crawfish Fiesta"  – 3:10[3]
13. リヴァーズ・インヴィテーション "River's Invitation" (Percy Mayfield) (ボーナス・リハーサル・トラック, 2012) – 3:14

## 参加ミュージシャン
- プロフェッサー・ロングヘア Professor Longhair - ヴォーカル、ピアノ
- ドクター・ジョン Dr. John - ギター
- トニー・ダグラディ Tony Dagradi - テナーサックス、ホーン編曲
- アンドリュー・キャスロウ Andrew Kaslow - テナーサックス、ホーン編曲
- ジム・ムーア Jim Moore - バリトンサックス
- アルフレッド“ユガンダ”ロバーツ Alfred "Uganda" Roberts - コンガ
- ジョニー・ヴィダコヴィッチ Johnny Vidacovich - ドラムス
- デイヴィッド・リー・ワトソン David Lee Watson - ベース
- マック・レベナック Mac Rebennack - アシスタント・プロデューサー[5]